# Haplorhynchites eximius
Espèce
Haplorhynchites eximius est une espèce d'insectes coléoptères appartenant à la famille des Attelabidae.